# 倭館
倭館是朝鮮国朝廷在朝鮮半島南部設立的日本人居留地。在萬曆朝鮮戰爭以前，朝鮮境內曾有多個倭館存在，江戶時代倭館被限定在釜山，日本方面由對馬府中藩與朝鮮進行外交來往和貿易通商。

## 中世的倭館
像明朝一樣，朝鮮王朝也實行海禁政策，在對中國朝貢的官船以外的其他船隻設立種種限制。後來日本大名和商人數量急增，因朝鮮的種種限制而無法獲利，不少人成為了倭寇，騷擾朝鮮沿海一帶。出於國防方面的考慮，朝鮮於1407年開闢了東萊縣富山浦（今釜山廣域市）和慶尚右道都萬戶所在地的金海府乃而浦（今慶尚南道鎮海市）為興利倭船的入港地點。1410年，日本使送船（官方使者）的入港地點被限定於上述兩地。
當時，對馬的早田左衛門太郎把持著對朝貿易的大部分利益。1426年，早田欲在慶尚左右兩道各地進行自由貿易，並向朝鮮提出請求。朝鮮拒絕了，但卻再開了蔚山的鹽浦（今蔚山廣域市)一港，作為代償。
當時這些被開放的港口是日本船隻指定的入港地點，然而在不久以後，越來越多的日本人定居於此，朝鮮對此加以了制止。富山浦、乃而浦和鹽浦三港的倭館被統稱為「三浦倭館」。
定居於朝鮮的日本人被稱為「恆居倭」，其首領稱為「頭」，施行自治政策。恆居倭中有些人因為倭館內的人口過剩而居住於外，從事漁業或農業，開展秘密貿易並逐漸倭寇化。當初朝鮮對恆居倭行使徵稅權和檢斷權，給予了恆居倭的生活以很大的壓力。1510年，因貿易衝突和對朝鮮的不滿，恆居倭以三浦為據點發動了大規模叛亂，史稱「三浦之亂」。對馬島主宗盛親亦派宗盛順出兵朝鮮支援恆居倭。這次叛亂以朝鮮官軍的勝利告終，王府關閉了倭館，後來又重新開放。

### 三浦倭館

#### 富山浦倭館
後被稱為「釜山浦倭館」。其舊址位於今釜山廣域市東區子城台。行政上屬於北方東萊縣管轄。軍事上屬於西方萬戶營廳管轄。1494年約有450名日本人居住。1510年三浦之亂後曾短暫關閉，1512年對馬與朝鮮簽訂壬申約條之後重開薺浦一港，1521年恢復富山浦倭館。1592年豐臣秀吉出兵朝鮮之際，釜山浦倭館依然存在，為三浦倭館中歷史最為悠久的一個。

#### 乃而浦倭館
亦稱薺浦倭館，位於今慶尚南道鎮海市薺德洞槐井里。當時屬於北方的熊川縣管轄。乃而浦是當時最大的倭館，1494年館內在住的日本人達2500人。來到朝鮮的日本人數量突破了日、朝雙方規定的上限，朝鮮開始遣返一部分日本人，但在朝日本人人數依舊在增加。1510年，朝鮮對日本人的貿易進行制裁，導致了三浦之亂的發生。隨後乃而浦倭館被關閉。1512年對馬、朝鮮簽訂壬申約條後再度開放。1544年又因倭寇事件而被再度關閉，此後便永久關閉了。

#### 鹽浦倭館
位於今蔚山廣域市中區鹽浦洞。當時行政上屬於蔚山舊市街置下的蔚山郡廳管轄，軍事上歸屬于慶尚左道兵馬節度使統治。1426年開港。1494年共有150名日本人居住。1510年三浦之亂後被封鎖，二度恢復後又被關閉。為三浦倭館中規模最小、存在時間最短的一個。

### 漢陽的倭館
為了迎接希望通交的日本大名和商人，朝鮮王朝在首都漢陽（今首爾）設立了「東平館」，亦通稱為「倭館」。但是東平館只是純粹的接待日本人的一個建築，裡面並無日本人定居。該地區被稱為「倭館洞」，於20世紀初依然存在。日本統治時代改稱為「大和町」。現為首爾特別市中區忠武路。

## 近世的倭館
1592年，日本入侵朝鮮，兩國斷絕了外交關係。戰爭之後，對馬遣使赴朝鮮，請求再開貿易，多被送歸。但是被朝鮮捕虜將被遣返的人作出了必死的努力，因此在1607年，朝鮮派出通信使赴日，決定恢復外交關係。對馬藩擔當了江戶幕府與朝鮮王朝進行外交交涉的使命，在釜山設立了倭館，被賦予了對朝貿易的獨佔權。1609年，己酉條約締結後，對馬藩在名義上成為朝鮮的外藩，朝鮮授予對馬藩藩主官職，承認其作為「日本國王使者」所擁有的特權。然而除了一次例外，日本使節赴漢城的行為是不被允許的。而日本人離開倭館外出也是被禁止的。

### 豆毛浦倭館
1607年，朝鮮王朝又在豆毛浦開設新的倭館。其址位於今釜山廣域市東區佐川洞附近，占地約一萬坪。豆毛浦倭館被稱為古倭館，其內部以宴享廳（使者的應接所）為中心，由對馬藩建造，建有館主家、客館、東向寺、日本方面的番所、酒屋以及其他日本家屋。1647年，由對馬藩任命的館主常駐館內。因豆毛浦倭館地勢狹小交通不便，貿易難以發展，因此多次向朝鮮朝廷提出遷移倭館的請求。1673年，朝鮮朝廷同意了請求，並於1678年將倭館從豆毛浦遷至草梁。

### 草梁倭館
建于1678年，位於今釜山廣域市中區南浦洞龍頭山公園一帶，占地約十萬坪。相對於豆毛浦倭館，草梁倭館被稱為新倭館。依龍頭山的廣大敷地而建，有館主屋、開市大廳（交易場）、裁判廳、浜番所、 辯天神社等其他神社以及東向寺、日本人（對馬人）住居等建築。
被允許居住在倭館內的日本人，在松前藩派遣的館主之下，有代官（貿易擔當官）、橫目、書記官、通詞的役職者及其屬官，以及小間物屋、仕立屋、酒屋的商人。亦有數名學醫者和朝鮮語學習者滯留館內。當時，朝鮮王朝醫學先進，不少日本的藩醫和町醫來到倭館，學習婦科、外科、針灸等醫學知識。1727年，日本儒學家雨森芳洲在對馬府中藩設置朝鮮語學校，其中優秀者獲得赴倭館留學的資格。估計長期滯留倭館者約有400人至500人左右。

## 與倭館相關的貿易
中世的倭館貿易為：日本方面輸出銅、硫磺、金，以及經琉球而間接獲得的南方特產、赤色染料蘇木、胡椒等香料類商品，轉賣朝鮮；朝鮮方面的輸出品以木棉和綿為中心。在中世，木棉尚未在日本進行大規模種植。直到江戶時代，日本才沒有進口木棉的必要。日朝之間正式的官方通交貿易往往是朝鮮將大藏經等書籍輸入日本。
近世的倭館貿易是：日本方面輸出銀、硫磺、金以及其他南方特產；朝鮮方面則輸出人參、虎皮等朝鮮產品。江戶時代前期，朝鮮最大的輸出品為生絲、絹織物等中國產品。當時日本絹品質差劣，高級衣料多使用中國絹。因倭寇騷擾，明朝與日本關係惡化，明朝禁止日本船入港，致使日本無法獲得中國絹。而朝鮮能通過對中國的朝貢貿易和國境貿易獲得大量中國絹。對馬藩因此通過倭館貿易從朝鮮買入絲綢，壟斷了日本的絲綢貿易，獲得了巨額利益。對馬藩雖然是外樣大名，但該藩的實際俸祿高達十萬石以上，比其他外樣大名高。
然而18世紀日本的絹生產技術得到了提高，購入的中國絲綢數量開始減少，釜山的倭館貿易受到了衝擊。雖然朝鮮禁止向日本人傳授種植人參的方法，但後來日本國內仍舊成功栽培了人參。另一方面，日本國內銀產量銳減，銀的輸出被禁止，銅和金成為主要輸出品。因此在18世紀以後，倭館貿易就衰退了。

## 倭館的廢止
1867年，對馬藩家老來到釜山倭館，向興宣大院君通告了江戶幕府垮臺、明治政府成立一事。因江戶時代對朝通交時幕府將軍皆稱「日本國大君」或「日本國王」，朝鮮以「日本新掌權者自稱天皇」的理由拒絕接受國書。1871年，日本廢藩置縣，對馬藩被廢除，對朝鮮的外交權由外務省接收。1872年，日本外務丞花房義質到達釜山，要求接收草梁倭館，改為日本公館。朝鮮十分強硬地拒絕了這一要求。日朝之間因此產生了不少外交問題，日本國內支持「征韓論」的勢力逐漸抬頭。日本終於1876年的江華島事件中用大炮和軍艦轟開了朝鮮的國門，翌年，日朝雙方簽訂《江華條約》，朝鮮承認日本外交使節可以在漢城駐留，並廢除了倭館。釜山倭館的200年歷史至此結束。

## 現存的倭館地名
韓國慶尚北道漆谷郡有倭館邑，為該郡郡廳所在地。倭館驛也是京釜線上的一個車站名，位於京釜高速道路交匯處。該地區曾是萬曆朝鮮戰爭時期日本軍隊的兵糧集積場所，故名倭館邑。